# Hans Liesche
Hans Liesche (Amburgo, 11 ottobre 1891 – Berlino, 30 marzo 1979) è stato un altista tedesco.
Nel 1912 prese parte ai Giochi olimpici di Stoccolma portando a casa la medaglia d'argento nella sua specialità superando l'asticella posta a 1,91 m e ottenendo il record olimpico.

## Palmarès
| Anno | Manifestazione  | Sede      | Evento        | Risultato | Prestazione | Note |
| ---- | --------------- | --------- | ------------- | --------- | ----------- | ---- |
| 1912 | Giochi olimpici | Stoccolma | Salto in alto | Argento   | 1,91 m      |      |